# Luis María Prada
Luis María Prada de Estal (San Sebastián, 21 maggio 1953) è un ex cestista spagnolo.

## Carriera
Con la Spagna disputò i Campionati europei del 1977.

## Palmarès
- Campionato spagnolo: 6

Real Madrid: 1973-74, 1974-75, 1975-76, 1976-77, 1978-79, 1979-80
- Copa del Rey: 3

Real Madrid: 1974, 1975, 1977
- Coppa dei Campioni: 3

Real Madrid: 1973-74, 1977-78, 1979-80
- Coppa Intercontinentale: 3

Real Madrid: 1976, 1977, 1978